# Sam Keeley

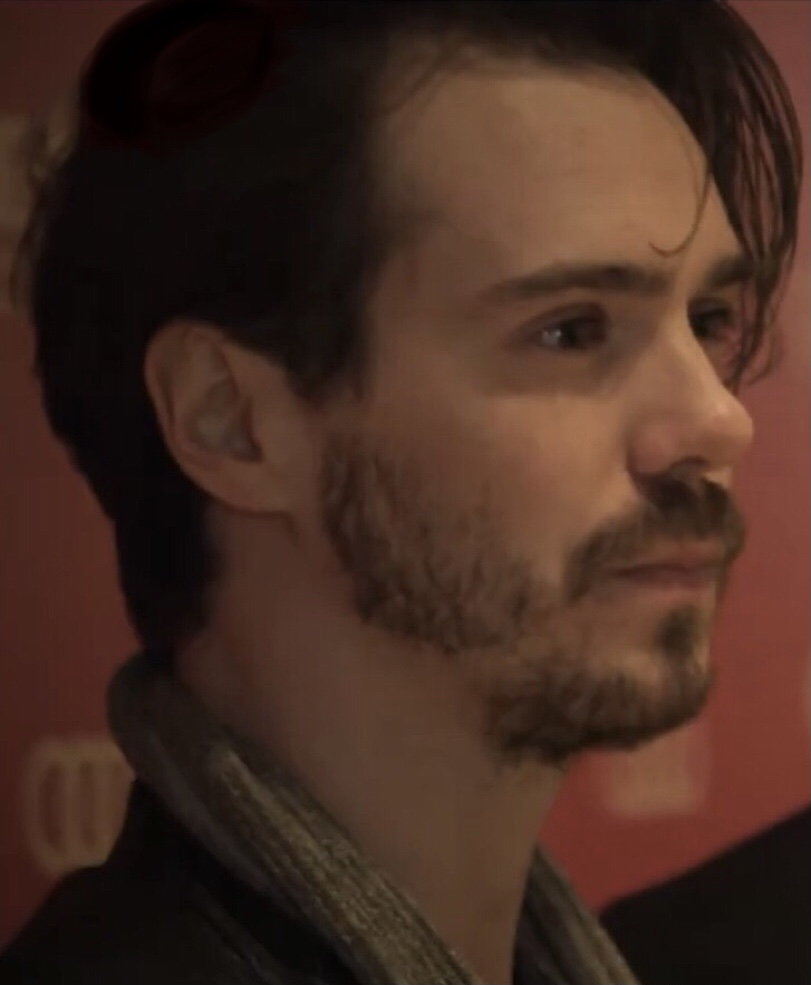
Sam Keeley (2018)

Samuel „Sam“ Keeley (* 29. November 1990 in Tullamore, County Offaly, Leinster) ist ein irischer Schauspieler.

## Leben
Keeley wurde am 29. November 1990 in Tullamore geboren. Sein frühester Berufswunsch war der eines Musikers, er entschied sich aber ab seinem Besuch an der Coláiste Choilm Secondary School dazu, Schauspieler werden zu wollen. Seine Abschlussprüfung bestand er nicht. Bis 2016 lebte er abwechselnd in Tullamore und Dublin, zog dann aber nach Island. Seit 2017 ist er bekennender Vegetarier.
Erste Erfahrungen im Fernsehschauspiel sammelte Keeley 2010 als Episodendarsteller in den Fernsehserien Misfits und Jack Taylor. Im Folgejahr erhielt er Besetzungen als Nebendarsteller in den Filmproduktionen The Other Side of Sleep, Cheyenne – This Must Be the Place, Dream House und dem Kurzfilm Two Hearts. Größere Bekanntheit erhielt er durch seine Rolle des Philip in der Fernsehserie Raw, die er von 2012 bis 2013 in insgesamt 12 Episoden darstellte. 2014 übernahm er die Rolle des Soldaten Michael Parkes in Monsters: Dark Continent. Im Folgejahr war er im Filmdrama Im Rausch der Sterne in der Nebenrolle des David zu sehen. 2017 verkörperte er die Hauptrolle des Senan Browne im Horrorfilm The Cured: Infiziert. Geheilt. Verstoßen. Größere Serienrollen stellte er zwischen 2019 und 2020 in den Fernsehserien Dublin Murders, 68 Whiskey und The English Game dar. 2020 stellte er die historische Rolle des John Williams Calkin im Film Abenteuer eines Mathematikers dar.

## Filmografie (Auswahl)
- 2010: Misfits (Fernsehserie, Episode 2x02)
- 2010: Jack Taylor (Fernsehserie, Episode 1x02)
- 2011: The Other Side of Sleep
- 2011: Cheyenne – This Must Be the Place (This Must Be the Place)
- 2011: Dream House
- 2011: Two Hearts (Kurzfilm)
- 2012: Die Borgias (The Borgias, Fernsehserie, Episode 2x02)
- 2012: What Richard Did
- 2012: Little Crackers (Fernsehserie, Episode 3x11)
- 2012–2013: Raw (Fernsehserie, 12 Episoden)
- 2013: Scratch (Kurzfilm)
- 2014: Monsters: Dark Continent
- 2014: Zephra (Kurzfilm)
- 2015: AfterDeath
- 2015: Im Rausch der Sterne (Burnt)
- 2015: Im Herzen der See (In the Heart of the Sea)
- 2016: Alleycats
- 2016: Operation Anthropoid (Antropid)
- 2016: Jadotville
- 2016: The Nation Holds Its Breath (Kurzfilm)
- 2017: Sergeant Rex – Nicht ohne meinen Hund (Megan Leavey)
- 2017: The Cured: Infiziert. Geheilt. Verstoßen. (The Cured)
- 2018: The Ashram
- 2018: Measure of a Man – Ein fetter Sommer (Measure of a Man)
- 2019: Peace
- 2019: Dublin Murders (Fernsehserie, 6 Episoden)
- 2020: Abenteuer eines Mathematikers (Adventures of a Mathematician)
- 2020: 68 Whiskey (Fernsehserie, 10 Episoden)
- 2020: The English Game (Mini-Serie, 6 Episoden)
- 2020: Óskin (Kurzfilm)
- 2021: Kin (Fernsehserie, 8 Episoden)
- 2024: Wilhelm Tell (William Tell)